# Urodus amphilocha
Urodus amphilocha är en fjärilsart som beskrevs av Edward Meyrick 1923. 
Urodus amphilocha ingår i släktet Urodus och familjen Urodidae. Inga underarter finns listade i Catalogue of Life.